# Nukuoro
Nukuoro Atoll är en atoll i Mikronesiska federationen.   Den ligger i kommunen Nukuoro Municipality och delstaten Pohnpei, i den sydvästra delen av landet, 500 km sydväst om huvudstaden Palikir. Arean är 1,7 kvadratkilometer.